# Serixia aureosplendens
Serixia aureosplendens är en skalbaggsart som beskrevs av Stefan von Breuning 1958. Serixia aureosplendens ingår i släktet Serixia och familjen långhorningar. Inga underarter finns listade i Catalogue of Life.